# راست‌کرداری
راست‌کرداری  مفهوم سازگاری کنش‌ها، ارزش‌ها، روش‌ها، وسیله‌ها، اصول، توقعات و نتایج است. در علم اخلاق، راست‌کرداری را صداقت و حقیقی بودن و درستی کنش‌های یک نفر می‌دانند. تمامیت را می‌توان متضاد ریاکاری دانست زیرا راست کرداری ناظر به سازگاری درونی به عنوان یک فضیلت است، و خواستار این است که همهٔ کسانی که ارزش‌هایی ظاهراً متعارض دارند باید در خصوص این ناسازگاری توضیح دهند یا باورشان را عوض کنند.

## راست‌کرداری در ادیان مختلف

### اسلام
در اسلام، بعد از مقام نبوت، مقامی بالاتر از مقام راست‌کرداری (صدق و راستی) نیست، نه تنها راستی در گفتار، که راستی در عمل و کردار که شامل امانت و اخلاص نیز می‌گردد؛ زیرا «امانت» همان صداقت در عمل است، همان‌طور که «راستگوئی» امانت در گفتار است.
راست‌کرداری (صدق) با دیگر صفات اخلاقی پیوند مستقیم دارد و از مهم ترینِ این اوصاف می‌توان به مواردی نظیر: ورع، وفای به عهد، حق طلبی، عدالت، تقوا، کرامت انسانی اشاره کرد.